# Шмарин, Василий Николаевич
Василий Николаевич Шмарин (род. 10 января 1967 года, село Ключи Тюльганского района Оренбургской области) — глава муниципального образования Оренбургский район Оренбургской области (с 2015 года), в котором проживают свыше 100 тысяч жителей. В 2000—2009 годах — глава муниципального образования Тюльганский район Оренбургской области. В 2013 году временно исполняющий обязанности министра сельского хозяйства, пищевой и перерабатывающей промышленности Оренбургской области.

## Биография
Служил в рядах Советской Армии.
В 1991 году окончил Оренбургский сельскохозяйственный институт по специальности «Механизация сельского хозяйства», присвоена квалификация инженера-механика.
В 2000 году окончил Московскую государственную юридическую академию по специальности «Юриспруденция» (присвоена квалификация юриста), в 2006 году — Российскую академию государственной службы при Президенте Российской Федерации по специальности «Государственное и муниципальное управление» (присвоена квалификация «менеджер»).
Трудовую деятельность начал в 1991 году инженером по эксплуатации машинно-тракторного парка колхоза «Память Ильича».
В 1992—1994 годах — глава администрации Ключевского сельского Совета Тюльганского района Оренбургской области, в 2000—2009 годах — глава Тюльганского района.
В октябре 2012 года назначен на должность заместителя министра сельского хозяйства, пищевой и перерабатывающей промышленности Оренбургской области, с марте 2013 года врио министра.
25 ноября 2015 года избран на пост главы муниципального образования Оренбургский район.